# Piabucina erythrinoides
Piabucina erythrinoides és una espècie de peix de la família dels lebiasínids i de l'ordre dels caraciformes.

## Morfologia
- Els mascles poden assolir 16,4 cm de longitud total.[3][4]

## Hàbitat
És un peix d'aigua dolça i de clima tropical.

## Distribució geogràfica
Es troba a Sud-amèrica: nord-oest de Veneçuela (conca del llac Maracaibo) i les conques fluvials costaneres al llarg del nord-est de Colòmbia.